# پروپاگاندا در کره شمالی
پروپاگاندا به‌طور گسترده‌ای توسط حکومت کره شمالی ساخته و استفاده می‌شود. پروپاگاندا در این کشور بیشتر بر پایه ایدئولوژی جوچه و تبلیغ برای حزب کارگران کره است. تصاویر بسیاری از رهبر کره شمالی در سرتاسر این کشور پخش شده‌اند.